# TSUYOSHI DOMOTO 2nd Live ［si:］ 〜FIRST LINE〜
『TSUYOSHI DOMOTO 2nd Live ［si:］ 〜FIRST LINE〜』（つよしどうもと セカンドライブ シー ファーストライン）は、堂本剛の2枚目のDVD・VHSである。2005年4月6日発売。発売元はジャニーズ・エンタテイメント。

## 概要
- 2004年に行われた2度目のソロコンサートツアー『TSUYOSHI DOMOTO 2nd LIVE [si;] 〜FIRST LINE〜』の、2004年9月5日に行われたさいたまスーパーアリーナ公演の模様が収録されている[1][2]。

## 仕様・特典
- VHS、DVD 初回限定盤[1]
  - 本編のライブ映像に加え、9月5日の密着ドキュメント、Wアンコール2曲、シングル「Waver」のプロモーションで行った原宿ゲリラ・ライブの模様を収録。
- DVD 通常盤[2]
  - 本編のライブ映像に加え、ツアー移動中/リハーサル風景、大阪でおこなったストリートライブの模様を収録。

## 収録曲
VHSの収録内容はDVD（初回限定盤）と共通。

### DISC1
1. overture・pencil
2. 街
3. 恋のカマイタチ
4. Slowly
5. リュウグウノツカイ
6. 歩き出した夏
7. 50 past 12(AM) Live Ver.
8. ORANGE
9. Panic Disorder
10. 誰かさん
11. Document
  - VHS・DVD初回限定盤…9月5日の密着ドキュメント
  - DVD通常盤…ツアー移動中/リハーサル風景
12. very sleepy!! Live Ver.
13. 百年ノ恋
14. ココロノブラインド
15. Saturday
16. See You In My Dream
17. ORIGINAL COLOR
18. くるくる
19. ナイト ドライブ
20. PINK
21. DEVIL
22. 溺愛ロジック
23. ビーフシチュー
24. ココロノブラインド
25. 海を渡って

### DICS2 (初回限定盤)
1. この恋 眠ろう
2. スクリーン
3. HARAUKU LIVE

### DICS2 (通常盤)
1. OSAKA STREET LIVE